# Psicología de la instrucción
La Psicología de Instrucción es un área relativamente nueva que se ha desarrollado particularmente en los países anglosajones.  Sus inicios se remontan a 1964, cuando apareció el libro editado por Hilgard: Teorías de Aprendizaje e instrucción, en el cual especialistas de la talla de Bruner, Carroll, Glaser , Gage, Pribram y Lumnsdaine, discutieron lo inadecuado de las teorías de aprendizaje en boga, como apoyo para el proceso de enseñanza y la necesidad de buscar nuevos derroteros.

## Definición
La Psicología de la Instrucción se centra en el desarrollo en términos del cambio de orientación, en el análisis de problemas de aprendizaje, de una posición conductista a una cognoscitiva.  Es decir, desarrolla nuevas formas de buscar soluciones y de lograr el conocimiento que deja atrás a los modelos de análisis de varianza y de los diseños clásicos de la experimentación.  En este caso es el objeto el que determina el método y no a la inversa.

## Característica
La característica de desarrollo de la psicología de la instrucción en el medio educativo, es el componente de asesoramiento, como punto de apoyo en la relación de ayuda, para solucionar problemas relacionados con aspectos de la enseñanza.